# ハリケーン・ハティ
ハリケーン･ハティ（Hurricane Hattie）は1961年の10月31日（ハロウィーン）に中央アメリカを直撃したハリケーンである。勢力は一時、サファ・シンプソン・ハリケーン・スケール（SSHS）でカテゴリー5に達した。
このハリケーンによって275人が犠牲となり、経済的被害は6千万ドル（1961年当時）にのぼった。
ハティは中央アメリカを二度横切り、大西洋→太平洋→大西洋という、とても珍しい経路をとったので、三つの名称（Hattieハティ、Simoneシモーネ、Ingaインガ）を持つ唯一のハリケーンとして記録されている。

## 経過

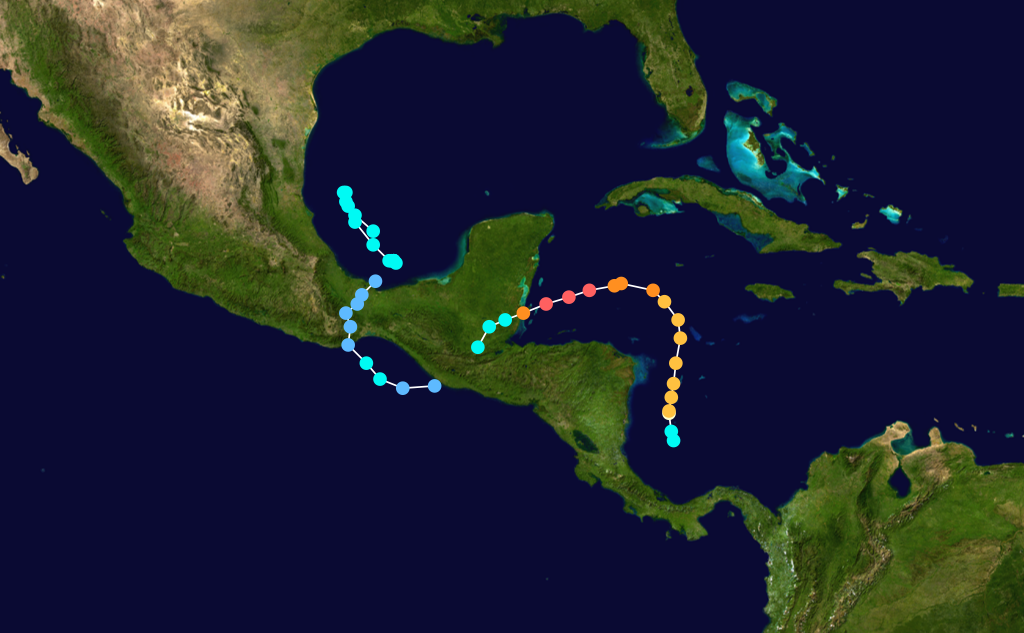
進路図

ハティは10月27日に発生。西インド諸島付近を通過しながら、勢力を強め、30日にはカテゴリー5にまで成長した。その後、勢力を少し弱め、10月31日にカテゴリー4の強さで英領ホンジュラス（現ベリーズ）のベリーズシティに上陸した。上陸した後、ハティは勢力を弱めながら、そのまま中央アメリカを横切り、太平洋に抜けた。そして太平洋で再び勢力を強め、トロピカルストームとなり、シモーネ（Simone）と名称を変えた。
シモーネの残滓は、メキシコ湾の方向に進路をとり、再び中央アメリカを横断。そのままメキシコ湾に達し、消滅する前にトロピカルストーム・インガ（Inga）として再び名称を変えた。
なお、実際にインガがシモーネの残滓から形成されたかどうかには、異論がある。
ハティは10月30日と31日の二日間、カテゴリー5の勢力を維持した。大西洋で発生し、
カテゴリー5になったハリケーンとしては、最も遅い記録である。

## 被害
ハティはケイマン諸島や中央アメリカに激しい雨を降らせた。その地域からの報告は十分ではないが、グランドケイマンでは、午前１時から午前７時（現地時間）までの6時間に7.8インチ（約200mm）の雨量を記録したのを含め、24時間に11.5インチ（約300mm）の雨が降ったとされる。
ハリケーンが通過した後の数日間は、総計数千にも及ぶ生存者が食料を求め、壊滅した街の通りをさまよっていた。
ハティは英領ホンジュラスに甚大な被害をもたらし、約275人が犠牲となった。政府はベリーズシティが大きな被害を受けたため、より内陸のベルモパンに首都を移転した。また、ハティヴィルのように、ハリケーンによって家を失った人々が建てた一時的な避難所が、そのまま町として存続しているところもある。
ハティの経済的被害は61年当時で6千万ドルにも及ぶ。

### 名称の引退
これらの甚大な被害をもたらした為、ハティという名称はこの年限りで引退となり、1965年からホリー（Holly）が用いられた。